# Prinsens Livregiment
Prinsens Livregiment blev oprettet i den 30. november 1657 under navnet Ebersteins Fodregiment, idet Frederik 3. under Karl Gustav-krigen lod feltmarskal Ernst Albrecht von Eberstein hverve et regiment à 8 kompagnier.
Regimentet ophørte med at eksistere ved sammenlægningen med Jydske Dragonregiment fra udgangen af august 2005. Regimentet var sidst garnisoneret på Skive Kaserne. Den 33' og sidste regimentschef var Jens Christian Lund.
Regimentets fane har to fanebånd, som hver repræsenterer tre slag:
- "Nyborg 1659, Wismar 1675, Rügen 1715" for deltagelse i
  - slaget ved Nyborg, 14. november 1659 under Karl Gustav-krigen,
  - stormen på Wismar, 13. december 1675 under Skånske Krig,
  - erobringen af Rügen, december 1715 under Den Store Nordiske Krig.
- "Treldeskansen 1849, Dybbøl 1848 og 1864" for deltagelse henholdsvis Treårskrigen og 2. Slesvigske Krig.

Prinsens Livregiments motto er GLORIA FINIS ("Æren det højeste", "Ære (fuld indsats) til det sidste" eller "Æren frem for alt" i regimentets tolkning). Regiments mærke – en vildorne – bæres fortsat af musikkorpset, som nu benævnes Prinsens Musikkorps.

## Placeringer
Prinsens Livregiment havde garnison følgende steder:
- København (2., 13. og 23. bataljon) Ringsted (33. bataljon til 1909) (1880-1923)
- Viborg (13.; 23. og 27. bataljon) Odense (27. bataljon) (1923-1932)
- Viborg Kaserne (1932-2001)
- Skive Kaserne (2001 – 2005)